# Macon, Georgia
Macon, Georgia là một thành phố thuộc quận trong tiểu bang Georgia, Hoa Kỳ. Thành phố có diện tích km2, dân số theo điều tra năm 2000 của Cục điều tra dân số Hoa Kỳ là người.